# Goodnews Bay
Goodnews Bay é uma cidade localizada no estado americano de Alasca, no Condado de Berrien.

## Demografia
Segundo o censo americano de 2000, a sua população era de 230 habitantes.
Em 2006, foi estimada uma população de 232, um aumento de 2 (0.9%).

## Geografia
De acordo com o United States Census Bureau, a localidade tem uma área de 8,2 km², sem área coberta por água.

## Localidades na vizinhança
O diagrama seguinte representa as localidades num raio de 80 km ao redor de Goodnews Bay.